# Yukana
Yukana Nogami (野上 ゆかな?, Nogami Yukana; Chiba, 6 gennaio 1975) è una doppiatrice e cantante giapponese, conosciuta principalmente col nome d'arte di Yukana (ゆかな?).
Ha studiato presso la scuola superiore di Kimitsu e all'università Keio. Attualmente lavora per la Sigma Seven.

## Doppiaggio

### Anime
- Hotaru Yukino/Hotaru Morohoshi in Aikatsu Stars!
- Mina Nakanotani in Air Master
- Kayo in Ayakashi: Samurai Horror Tales
- Azusa Noyama in Azuki-chan
- Rinslet Walker in Black Cat
- Isane Kotetsu in Bleach
- Meiling Li in Card Captor Sakura
- Kotoko in Chobits
- C.C. in Code Geass: Lelouch of the Rebellion e Code Geass: Lelouch of the Rebellion R2
- Mirai Kaname in Devichil
- Lalamon in Digimon Savers
- Kale, Hop e Kafla in Dragon Ball Super
- Sayaka Towa in Dragon Drive
- Imitatia/Michelle Lobster in Fairy Tail
- Teletha Testarossa in Full Metal Panic!
- Teletha Testarossa in Full Metal Panic? Fumoffu
- Teletha Testarossa in Full Metal Panic! The Second Raid
- Nilval Nephew in Heroic Age
- Kanna in Inuyasha
- Cecilia Alcott in IS (Infinite Stratos)
- Shion Soryuin in Kengan Ashura
- Kasumi Kisaragi in Kujibiki Unbalance
- Nam in Kurokami The Animation
- Ulrike in Kyo Kara Maoh!
- Narratrice in Last Exile
- Four Murasame in Mobile Suit Z Gundam - A New Translation
- Reinforce Zwei in Mahō shōjo Lyrical Nanoha StrikerS
- Mashiro Kazahana, Fumi Himeno in Mai-HiME
- Mashiro Blan de Windbloom in Mai-Otome
- Mao in Mirai Nikki
- Kayo, Nomoto Chiyo in Mononoke
- Shirahoshi in One Piece
- Mika in Otogi Story Tenshi no Shippo
- Shia in Pita Ten
- Honoka Yukishiro/Cure White in Pretty Cure, Pretty Cure Max Heart, Pretty Cure Max Heart - The Movie, Pretty Cure Max Heart 2 - Amici per sempre, Eiga Pretty Cure All Stars DX - Minna tomodachi Kiseki no zenin daishūgō!, Eiga Pretty Cure All Stars DX 2 - Kibō no hikari Rainbow Jewel wo mamore!, Eiga Pretty Cure All Stars DX 3 - Mirai ni todoke! Sekai wo tsunagu Niji-iro no hana, Eiga Pretty Cure All Stars New Stage 2 - Kokoro no tomodachi, Eiga Pretty Cure All Stars New Stage 3 - Eien no tomodachi, Eiga Pretty Cure All Stars - Haru no carnival, Eiga Pretty Cure All Stars - Minna de utau Kiseki no mahō!, Eiga HUGtto! Pretty Cure Futari wa Pretty Cure - All Stars Memories , Eiga Pretty Cure Miracle Universe e Power of Hope: Pretty Cure Full Bloom
- Reina in Rave - The Groove Adventure
- Paradox e Integra in Saint Seiya Ω
- Sakuya in Samurai Deeper Kyo
- Kazehana in Sekirei
- Dominūra, Erii in Simoun
- Lottie Gelh in Sōkō no Strain
- Yumi Azusa in Soul Eater
- Tear Grants in Tales of the Abyss
- Himespetchi in Tamagotchi! e Tamagotchi! Yume Kira Dream
- Succubus in The Tower of Druaga
- Youka in The Twelve Kingdoms
- Tenko Kuugen Wagaya no Oinari-sama
- Yuri Tanima/Angel Lily in Wedding Peach e Wedding Peach DX
- Miho Nosaka in Yu-Gi-Oh!
- Mizuki, Sin in Zegapain
- Fujiko Tsubomi in Zettai karen children

### OAV
- Felicia in Night Warriors: Darkstalkers' Revenge
- Mayumi Kino in Blue Submarine No. 6
- C.C. in Code Geass: Akito the Exiled
- Mirai Ozora Moldiver
- Chikorita in Pokémon Mystery Dungeon: Team Go-Getters Out Of The Gate!
- Akiko in Time of Eve

### Videogiochi
- Ai Nanasaki in Amagami
- Megumi Suzuki in Asuka 120%
- Hades Izanami in BlazBlue: Continuum Shift
- Hades Izanami in BlazBlue: Chrono Phantasma
- Hades Izanami in BlazBlue: Central Fiction
- Saya Terumi in BlazBlue Alternative: Dark War
- Adelle in Bravely Default II
- C.C. in Code Geass: Lelouch of the Rebellion LOST COLORS
- Wendy Wilkinson in Crime Crackers 2
- Kefla in Dragon Ball Xenoverse 2
- Kefla e Kale in Dragon Ball FighterZ
- Kefla e Kale in Dragon Ball: Sparking! Zero
- Clair Andrews in Ehrgeiz: God Bless the Ring
- Foreigner/Katsushika Hokusai in Fate/Grand Order
- Mjrn in Final Fantasy XII
- Silvia in Fire Emblem Heroes
- Nitro in Galerians: Ash
- Niyon, Tear Grants, Honoka Yukishiro/Cure White e C.C. in Granblue Fantasy
- Violet in Luminous Arc Infinity
- Eonis Milan in Magna Carta: Tears of Blood
- Asahi Takashima/Debtmiser in Money Puzzle Exchanger
- Mai Hikawa in Mystereet ~Detective Vacation~ Fan Disc
- Mai Hikawa in Mystereet ~Yasogami Kaoru no Chousen!~
- Principessa Kasumi in Naruto: Ultimate Ninja Heroes 2: The Phantom Fortress
- Noelle in Nier Re[in]carnation
- Akane Jubei Yagyu Onimusha: Dawn of Dreams
- Lucia in PangYa
- Four-Eyes in Resident Evil: Operation Raccoon City
- Yui Tsukioka in Robot Alchemic Drive
- Kaguya Nanbu in Super Robot Wars OG Saga: Endless Frontier
- Tear Grants Tales of the Abyss
- Tear Grants in Tales of the World: Radiant Mythology
- Tear Grants in Tales of the World: Radiant Mythology 2
- Reijo in Time and Eternity
- Shiho Arisawa in Tokimeki Memorial Girl's Side: 2nd Kiss
- Yuka Takeuchi in Variable Geo

## Discografia

### Singoli
- all or nothing (27 novembre 1998)
- Inochi saku (命咲く?) (29 ottobre 2008)

### Album
- yu ka na (23 dicembre 1998)
- Blooming Voices (29 ottobre 2008)